# 華令加 (澳大利亞國會選區)
華令加選區（英語：Division of Warringah），是澳大利亞新南威爾士州的下議院選區，位於該州最大城市悉尼東北的華令加議會，選區亦因而得名。面積73平方公里。
選區始於1922年，自創設以來一直是保守政黨的根據地。自1994年起，當區議員是自由黨的托尼·阿博特，他曾於2013-2015年擔任總理，至2019年遭獨立人士擊敗而卸任議員。